# اسپارتاکوس (رمان)
اسپارتاکوس (به انگلیسی: Spartacus) نام رمان تاریخی است که در سال ۱۹۵۱ توسط هوارد فاست، نویسندهٔ اهل آمریکا نوشته شده‌است. این کتاب یکی از آثار مشهور ادبی جهان است.